# ويندي وايت
ويندي وايت (بالإنجليزية: Wendy White)‏ هي لاعب كرة مضرب أمريكية، ولدت في 29 سبتمبر 1960 في أتلانتا في الولايات المتحدة.

## وصلات خارجية
- ويندي وايت على موقع رابطة محترفات التنس (الإنجليزية)
- ويندي وايت على موقع الاتحاد الدولي لكرة المضرب (الإنجليزية)
- ويندي وايت على موقع بطولة ويمبلدون (الإنجليزية)